# Upplands runinskrifter 881
Upplands runinskrifter 881 är ett vikingatida runstensfragment av sandsten i Skogs-Tibble kyrka, Skogs-Tibble socken och Uppsala kommun. Runstensfragmentet är 0,55 gånger 0,55 meter och har en runhöjd på 5 centimeter. I mitten av ristningen finns en sexbladig blomma. Fragmentet hittades under kyrkgolvet vid ett reparationsarbete 1938. Det förvaras i kyrkans vapenhus. Direkt till vänster om U 881 står runstenen U 882.

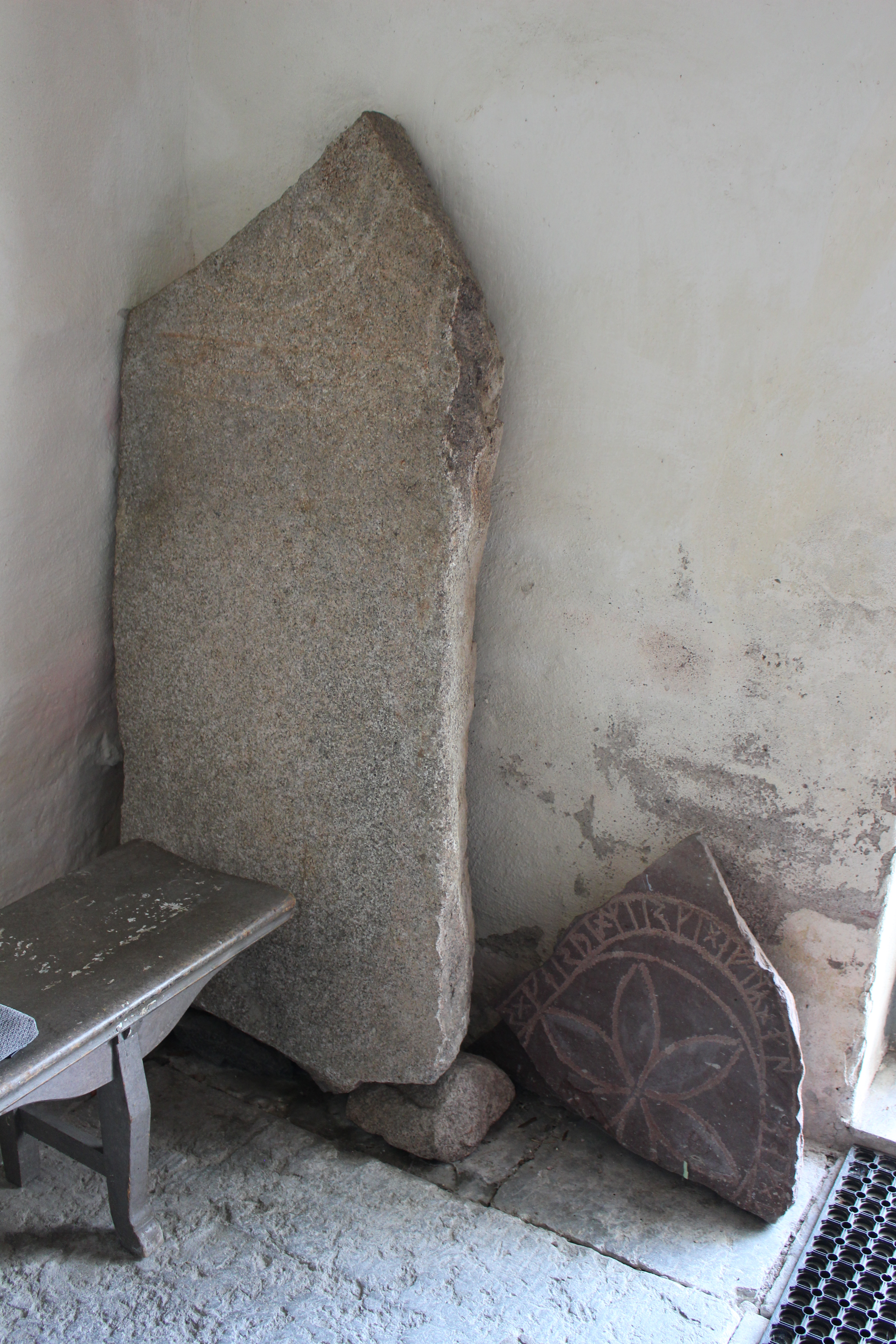
U 882 och U 881 i Skogs-Tibble kyrkas vapenhus.

## Inskriften
Translitterering av runraden:
...r × kerþi × mirki × eftiʀ × osbak × s... ...
Normalisering till runsvenska:
... gærði mærki æftiʀ Ospak, s[un] ...
Översättning till nusvenska:
... gjorde minnesmärket efter Ospak, [sin son] ...